# Abelleira (Bóveda)
Abelleira (en gallego y oficialmente A Abelleira) es un lugar del municipio de Bóveda, en la provincia de Lugo, España. Pertenece a la parroquia de Tuimil.
Se encuentra a 460 metros de altitud junto al riego de Abelleira, afluente del río Viloria. Se encuentra al este de la carretera CG-2.2. En 2023 se encontraba despoblado.